# Viktor Tregubovitj
Viktor Tregubovitj (russisk: Ви́ктор Ива́нович Трегубо́вич) (født 30. november 1935 i Jurjevka i Sovjetunionen, død 21. september 1992 i Sankt Petersborg i Rusland) var en sovjetisk filminstruktør, manuskriptforfatter og skuespiller.

## Filmografi
- Na vojne, kak na vojne (На войне как на войне, 1968)[1][2]
- Daurija (Даурия, 1971)
- Staryje steny (Старые стены, 1973)
- Doverije (Доверие, 1976)
- Obratnaja svjaz (Обратная связь, 1977)
- Trizjdy o ljubvi (Трижды о любви, 1981)
- Magistral (Магистраль, 1982)
- Prokhindiada, ili Beg na meste (Прохиндиада, или Бег на месте, 1984)
- Basjnja (Башня, 1987)